# Synagoga w Sieradzu
Synagoga w Sieradzu – synagoga znajdująca się w Sieradzu przy ulicy Wodnej 7.
Synagoga została zbudowana w latach 1819–1824, prawdopodobnie według projektu architekta Hilarego Szpilowskiego. Około 1850 roku kantorem synagogi był Lejzer Perelmuter, pochodzący z Litwy autor popularnych pieśni religijnych i książki o tematyce talmudycznej - ojciec rabina i posła na Sejm Ustawodawczy II RP Abrahama Cwi Perlmuttera. Podczas II wojny światowej hitlerowcy zdewastowali i następnie przebudowali synagogę. Obecnie znajdują się w niej biura oraz siedziby firm rzemieślniczych. Na zewnątrz budynku umieszczono płytę z granitu poświęconą żydowskim mieszkańcom Sieradza. Kilkakrotnie modlił się w tym miejscu podczas sieradzkich Dni Judaizmu rabin Michael Schudrich.
Murowany budynek synagogi wzniesiono na planie prostokąta, z przybudówką od strony zachodniej, gdzie mieścił się przedsionek. Wewnątrz posiadała bardzo bogate wyposażenie, m.in. klasycystyczna, bardzo rozbudowana oprawa Aron ha-kodesz oraz ośmioboczna altanowa bima. Podczas wojennej przebudowy budynek synagogi zatracił niektóre charakterystyczne cechy architektoniczne oraz cechy zabytkowe. Niedaleko synagogi znajdowała się mykwa.
W budynku dawnej synagogi funkcjonował m.in. Zbór Kościoła Chrześcijańskiego Jezus Żyje. 
W dniu 17 kwietnia 2014 r. synagoga częściowo spłonęła.